# Edward Stanley (2. baron Stanley of Alderley)
Edward John Stanley, 2. baron Stanley of Alderley (ur. 13 listopada 1802, zm. 16 czerwca 1869) – brytyjski arystokrata i polityk, członek stronnictwa wigów i Partii Liberalnej, minister w rządach lorda Melbourne’a, lorda Russella, lorda Aberdeena i lorda Palmerstona.

## Życiorys
Był synem Johna Stanleya, 1. barona Stanley of Alderley, i lady Marii Baker-Holroyd, córki 1. hrabiego Sheffield. W 1831 r. został wybrany do Izby Gmin jako reprezentant okręgu Hindon. Po likwidacji tego okręgu w 1832 r. przeniósł się do okręgu North Cheshire. W 1834 r. był podsekretarzem stanu w Ministerstwie Spraw Wewnętrznych w krótkotrwałym rządzie Melbourne’a. W latach 1835–1841 był parlamentarnym sekretarzem skarbu, a następnie został na krótko Paymaster-General.
Stanley przegrał wybory parlamentarne w 1841 r., ale odzyskał mandat z North Cheshire w następnych wyborach 1847 r. W latach 1846–1852 był podsekretarzem stanu w Ministerstwie Spraw Zagranicznych. W 1848 r. otrzymał tytuł 1. barona Eddisbury i zasiadł w Izbie Lordów. Dwa lata później zmarł jego ojciec i Edward odziedziczył tytuł 2. barona Stanley of Alderley. W 1852 r. i w latach 1853–1855 był Paymaster-General i wiceprzewodniczącym Zarządu Handlu. Następnie objął stanowisko przewodniczącego Zarządu Handlu i pozostał nim do 1858 r. W latach 1860–1866 był podczmistrzem generalnym. W 1861 r. ustanowił Post Office Savings Bank.

## Rodzina
6 października 1826 r. poślubił Henriettę Marię Dillon (21 grudnia 1807 - 16 lutego 1895), córkę Henry’ego Dillona, 13. wicehrabiego Dillon, i Henrietty Browne, córki Dominicka Geoffreya Browne’a. Edward i Henrietta mieli razem czterech synów i sześć córek:
- Henry Edward John Stanley (11 lipca 1827 - 10 grudnia 1903), 3. baron Stanley of Alderley
- Alice Margaret Stanley (1828 - 19 maja 1910), żona Augustusa Pitta Riversa, miała dzieci
- Henrietta Blanche Stanley (3 lipca 1830 - 5 stycznia 1921), żona Davida Ogilvy’ego, 5. hrabiego Airlie, miała dzieci
- Maude Alethea Stanley (1832–1915)
- Cecilia Stanley (zm. 1839)
- John Constantine Stanley (30 września 1837 - 23 kwietnia 1878), ożenił się z Susan Stewart-Mackenzie, miał dzieci
- Edward Lyulph Stanley (16 maja 1839 - 18 marca 1925), 4. baron Stanley of Alderley
- Algernon Charles Stanley (16 września 1843 - 23 kwietnia 1928), katolicki biskup Emmaus
- Katherine Louisa Stanley (1844 - 28 czerwca 1874), żona Johna Russella, wicehrabiego Amberley, miała dzieci
- Rosalind Frances Stanley (20 lutego 1845 - 12 sierpnia 1921), żona George’a Howarda, 9. hrabiego Carlisle, miała dzieci